# Liste de publications importantes en cryptologie
Voici une liste de publications importantes en cryptologie, organisés par domaine. 
Quelques raisons pour lesquelles une publication peut être considérée comme importante : 
- Sujet créateur : Une publication qui a créé un nouveau sujet.
- Découverte : Une publication qui a changé de manière significative les connaissances scientifiques.
- Influence : Une publication qui a considérablement influencé le monde, ou qui a eu un impact massif sur l'enseignement de la cryptologie.

## Cryptanalyse
- William F. Friedman, « The index of coincidence and its applications in cryptology », Riverbank Laboratories, Geneva, Illinois, USA,‎ 1922. Présentation de la méthode de l'index de coïncidence pour casser un code.
- (en) Alan Turing, Treatise on the Enigma, 1939–1942 (lire en ligne). Ce document retrace la cryptanalyse de la machine Enigma durant la seconde guerre mondiale par Alan Turing et l'équipe de Bletchley Park.
- (en) David Kahn, The Codebreakers: The Story of Secret Writing, New York, The Macmillan Company, 1967 (ISBN 0-684-83130-9). Presque rien n'a été publié en cryptographie depuis plusieurs décennies et très peu de chercheurs non-gouvernementaux y ont pensé. The Codebreakers, un livre populaire et non-académique, a rendu de nombreuses personnes conscientes, même s'il nécessite une lecture attentive, car il contient beaucoup d'informations techniques. Son apparition en 1967 a été suivie de nombreux articles durant les années qui l'ont suivis.
- Eli Biham et Adi Shamir, « Differential Cryptanalysis of DES-like Cryptosystems », Journal of Cryptology, vol. 4, no 1,‎ 1991, p. 3–72 (DOI 10.1007/bf00630563, lire en ligne). La méthode de la cryptanalyse différentielle.
- (en) Mitsuru Matsui et Atsuhiro Yamagishi, Advances in Cryptology — Eurocrypt’92, vol. 658, coll. « Lecture Notes in Computer Science », 1993, 81–91 p. (DOI 10.1007/3-540-47555-9_7), « A New Method for Known Plaintext Attack of FEAL Cipher ». La méthode de cryptanalyse linéaire.

## Théorie
- C.E. Shannon, « Communication Theory of Secrecy Systems », Bell System Technical Journal, vol. 28, nos 28-4,‎ 1949, p. 656–715 (DOI 10.1002/j.1538-7305.1949.tb00928.x, lire en ligne). Analyse fondée sur la théorie de l'information de la cryptographie. La forme originale de ce document était un rapport confidentiel des laboratoires Bell à partir de 1945, non publié.
- Goldwasser, Shafi; Micali, Silvio (April 1984). Probabilistic Encryption ([PDF]). Journal of Computer and Systems Sciences no 28 (2): 270–299. DOI 10.1016/0022-0000(84)90070-9. Ce document définit de manière rigoureuse un schéma de chiffrement et les propriétés de sécurité qui lui sont requises pour être considéré comme sûr ; en particulier ils expliquent pourquoi être une fonction à sens unique n’est pas suffisant pour définir un schéma de chiffrement. De plus, Goldwasser et Micali ont fait le lien entre un problème mathématique et la sécurité d’un chiffrement par réduction polynomiale et ont ainsi introduit la cryptographie asymétrique prouvable.
- O. Goldreich, S. Micali et A. Wigderson, « Proofs that yield nothing but their validity or all languages in NP have zero-knowledge proof systems », Journal of the ACM, vol. 38, no 3,‎ juillet 1991, p. 690–728 (DOI 10.1145/116825.116852, lire en ligne). Ce document explique comment construire un système de preuve à connaissance nulle pour tout langage dans NP en supposant uniquement l’existence d’un schéma de mise en gage. Ils proposent de plus une preuve à divulgation nulle de connaissance inconditionnelle pour prouver l’isomorphisme ou le non-isomorphisme de graphes.

## Cryptographie à clef privée
- Horst Feistel, Cryptographic Coding for Data-Bank Privacy, IBM Research Report 2827, 18 mars 1978. Les réseaux de Feistel sont une forme de chiffrement, dont le DES, 18 mars 1978 est le plus important. Bien que la plupart des chiffrements fonctionnent sur les flux, les chiffrements les plus importants aujourd'hui sont les chiffrement par bloc.

- NBS Federal Standard  FIPS PUB 46, 15 janvier 1977. Data Encryption Standard est non seulement l'un des chiffrements les plus largement déployée dans le monde, mais a eu un impact profond sur le développement de la cryptographie.

## Cryptographie à clef publique
- Whitfield Diffie, Martin Hellman, New directions in cryptography ([PDF]), IEEE Transactions on Information Theory no 22 (6), 1976 : 644–654. DOI 10.1109/TIT.1976.1055638. Ce document suggère la cryptographie à clé publique et présente l'échange de clés Diffie-Hellman. Pour plus d'informations sur ce travail, voir : W. Diffie, M. E. Hellman, Confidentialité et authentification: Une Introduction à la Cryptographie, dans Proceedings of the IEEE, vol 67(3), mars 1979, pages 397-427.
- Loren M. Kohnfelder, On the Signature Reblocking Problem in Public Key Cryptography, Communications of the ACM no 21, 1978 (2): 179. Dans cet article, Loren M. Kohnfelder introduit des certificats (messages signés contenant des clés publiques) qui sont le cœur de tous les principaux systèmes de gestion modernes.
- R. C. Merkle, « Secure Communications Over Insecure Channels », Communications of the ACM, vol. 21, no 4,‎ avril 1978, p. 294–299 (DOI 10.1145/359460.359473). Ce document introduit une branche de la cryptographie à clé publique, connue sous le nom de systèmes de distribution de clés publiques. L'échange de clés Diffie-Hellman est une implémentation d'une sorte de système Merkle. Hellman lui-même a fait valoir[1]qu'un nom plus correct serait l'échange de clés Diffie-Hellman-Merkle.
- R. L. Rivest, A. Shamir et L. Adleman, « A method for obtaining digital signatures and public-key cryptosystems », Communications of the ACM, vol. 21, no 2,‎ 1978, p. 120–126 (DOI 10.1145/359340.359342, lire en ligne [archive du 4 décembre 2003]). Méthode de cryptage RSA. Le premier procédé de chiffrement à clé publique.
- A. Shamir, « How to share a secret », Communications of the ACM, vol. 22, no 11,‎ novembre 1979, p. 612–613 (DOI 10.1145/359168.359176, lire en ligne). Dans cet article, Adi Shamir propose une méthode de partage de secret reposant le fait qu’il suffit de connaître n+1 points pour pouvoir retrouver les coefficients d’un polynôme de degré n, on peut finalement encoder le secret dans le terme constant du polynôme.
- D. Dolev et A. Yao, « On the security of public key protocols », IEEE Transactions on Information Theory, vol. 29, no 2,‎ 1983, p. 198–208 (ISSN 0018-9448, DOI 10.1109/TIT.1983.1056650). Introduit le modèle Dovel-Yao contre lequel presque tous les protocoles cryptographiques sont jugés.

## Protocoles
- R. M. Needham et M. D. Schroeder, « Using encryption for authentication in large networks of computers », Communications of the ACM, vol. 21, no 12,‎ 1978, p. 993–999 (DOI 10.1145/359657.359659, lire en ligne). Ce document introduit les idées de base de protocoles cryptographiques et a montré comment les chiffrements à clé secrète et à clé publique pourraient être utilisés pour réaliser une authentification.
- B.C. Neuman et T. Ts'o, « Kerberos: an authentication service for computer networks », IEEE Communications Magazine, vol. 32, no 9,‎ 1994, p. 33–38 (ISSN 0163-6804, DOI 10.1109/35.312841, lire en ligne)
- J. G. Steiner, B. C. Neuman et J. I. Schiller, « Kerberos: an authentication service for open network systems », Usenix Conference Proceedings, Dallas, Texas,‎ février 1988 (lire en ligne). Le protocole d'authentification Kerberos, qui permet aux individus de communiquer sur un réseau non sécurisé pour prouver leur identité à l'autre d'une manière sûre, et pratique.
- Vint Cerf et Bob Kahn, « A Protocol for Packet Network Interconnection », IEEE Transactions on Communication Technology, vol. 22,‎ 1974, p. 637–648 (DOI 10.1109/tcom.1974.1092259, lire en ligne)
- Sean W. O'Malley et Larry L. Peterson, « A Dynamic Network Architecture », ACM Transactions on Computer Systems, vol. 10, no 2,‎ mai 1992, p. 110–143 (DOI 10.1145/128899.128901, lire en ligne). Logiciel de réseau dans les systèmes distribués.